# Fiat 28-40 HP
La 28-40 HP è un'autovettura costruita dalla Fiat dal 1907 al 1908. Era una vettura di classe media, e fu commercializzata per completare l'offerta, formata principalmente da vetture di alta gamma e di lusso. Sostituì la 24-40 HP.

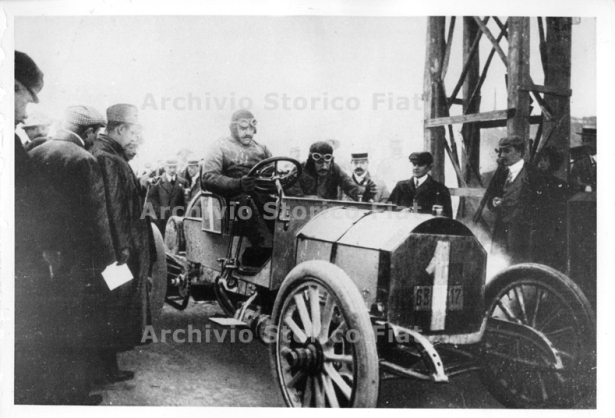
Vincenzo Lancia alla guida di una Fiat 28-40 HP Corsa al circuito di Brescia per la Targa Florio, 1906.

Montava un motore biblocco a quattro cilindri da 7358 cm³ di cilindrata. All'epoca infatti era in uso dalla Case automobilistiche preparare il motore diviso in blocchi distinti poi successivamente saldati insieme per formare il propulsore. L'accensione era a magnete. La velocità massima era compresa tra i 75 e gli 85 km/h, a seconda dei modelli.
Per soddisfare tutti i tipi di domanda, fu proposta in tre versioni: normale, allungata ed superallungata.
Sempre all'avanguardia della tecnica, la Fiat equipaggiò questo modello di un sistema d'accensione a magnete ad alta tensione.